# Romeo + Giulietta di William Shakespeare
Romeo + Giulietta di William Shakespeare (William Shakespeare's Romeo + Juliet) è un film del 1996 diretto da Baz Luhrmann.
Rielaborazione in chiave postmoderna della celebre tragedia Romeo e Giulietta di William Shakespeare, di cui è il 10º adattamento sul grande schermo. Ha ricevuto una candidatura ai Premi Oscar 1997, come migliore scenografia.
Le vicende ricalcano quasi interamente quelle della celebre tragedia shakespeariana, di cui sono ripresi fedelmente i testi e i dialoghi. Cambia invece il contesto, ambientato in epoca moderna; Verona diventa la moderna Verona Beach, le famiglie rivali dei Montecchi e dei Capuleti sono rappresentate come potenti imperi d'affari in guerra tra loro, e le spade sono sostituite dalle pistole.

## Trama
Nella città di Verona, negli anni '90, l'odio tra due ambiziose famiglie, i Montecchi e i Capuleti, avversari come magnati industriali, sfocia spesso in sparatorie e risse. Una sera, i Capuleti organizzano una festa e Romeo, figlio dei Montecchi, ossessionato dall'amore per Rosalina, e il suo migliore amico Mercuzio (anche parente del capitano della polizia), si travestono per entrarvi. Alla festa, Romeo conosce Giulietta, di cui si innamora ricambiato, senza sapere che, in realtà, è la figlia dei Capuleti. Quando i due scoprono la verità sulle loro famiglie, rimangono scioccati, ma ciò non può distruggere il loro grande amore, e riescono a vedersi sempre di nascosto. Il giorno seguente, decidono di unirsi segretamente in matrimonio, favoriti da padre Lorenzo, che intende favorire una possibile riconciliazione tra le famiglie.
Intanto Tebaldo, cugino di Giulietta, ha scoperto che Romeo e Mercuzio si sono recati alla festa, e così, poche ore dopo le nozze di Romeo, decide di vendicarsi attaccandolo. Nello scontro, interviene anche Mercuzio, che tenta di difendere Romeo, ma nella rissa Tebaldo colpisce Mercuzio con un coccio di vetro ad un fianco, e così Mercuzio muore dissanguato, mentre Tebaldo scappa, risparmiando Romeo. Questi, accecato dalla rabbia, insegue in auto Tebaldo e, una volta fermato e sceso dalla macchina, lo uccide a colpi di pistola.
Romeo non viene arrestato ma condannato all'esilio, e perciò torna da Giulietta, dove passa la notte per poi allontanarsi prima dell'alba per dirigersi a Mantova. Giulietta scopre di essere promessa in matrimonio a Paride e, nonostante cerchi in tutti i modi di convincere i genitori a cambiare idea, realizza di non avere alternative. Si reca, quindi, da padre Lorenzo, che le consegna un siero che simula uno stato simile alla morte: la ragazza dovrà berlo la sera prima delle nozze, mentre Romeo, avvisato da una lettera, avrebbe portato Giulietta con sé a Mantova.
Ma la lettera non arriva e il giovane, venuto a sapere della morte di Giulietta tramite l'amico e testimone Baldassarre, torna a Verona con l'intenzione di unirsi a Giulietta nella morte. Dopo essersi procurato un potente veleno, ed essere fuggito da decine di poliziotti, Romeo si introduce nella cappella in cui è sepolta Giulietta ed assume il veleno. Proprio in quel momento, Giulietta si risveglia e cerca invano di fermarlo, ma è troppo tardi e così Romeo muore tra le braccia di Giulietta, che, disperata, si suicida sparandosi in testa con la pistola dell'amato. Il dramma giunge al termine sulle note conclusive del Liebestod wagneriano. La morte dei due giovani induce alla riconciliazione le famiglie.

## Produzione
La maggior parte del film è stata girata a Città del Messico, ma alcune piccole parti sono state girate a Miami.
Una parte della scena del film in cui muore Mercuzio, è stata girata durante una vera tempesta che colpì la città distruggendo il set che, in seguito, dovette essere ricostruito.
Mentre veniva girata la scena alla stazione di benzina all'inizio del film, l'attore Dash Mihok che interpreta Benvolio, finì casualmente in mezzo al vero traffico (per giunta con una pistola in mano); la gente non sapeva che stessero girando un film, così molti pensarono si trattasse di una rapina.

### Cast
Leonardo DiCaprio fu scelto immediatamente da Baz Luhrmann per interpretare Romeo, mentre la scelta di Giulietta fu un processo molto più lungo. Inizialmente il ruolo doveva essere interpretato da Natalie Portman, la quale si recò a Sydney per le audizioni. Dopo avere provato alcune scene, i produttori cominciarono a ritenere che fosse troppo giovane per quel ruolo; d'accordo con l'attrice, hanno ritenuto che DiCaprio fosse troppo più adulto di lei, e, nelle scene d'amore, dava quasi l'idea che lui la stesse molestando.

## Colonna sonora

### Volume 1
1. #1 Crush - Garbage
2. Local God - Everclear
3. Angel - Gavin Friday
4. Pretty Piece of Flesh - One Inch Punch
5. Kissing You - Des'ree
6. Whatever (I Had a Dream) - Butthole Surfers
7. Lovefool - The Cardigans
8. Young Hearts Run Free - Kym Mazelle
9. Everybody's Free (To Feel Good) - Quindon Tarver
10. To You I Bestow - Mundy
11. Talk Show Host - Radiohead
12. Little Star - Stina Nordenstam
13. You and Me Song - The Wannadies

### Volume 2
1. Prologue
2. O Verona
3. The Montague Boys - con Justin Warfield degli One Inch Punch
4. Gas Station Scene
5. O Verona (Reprise)
6. Introduction to Romeo
7. Queen Mab Interlude
8. Young Hearts Run Free (Ballroom Version) - con Kym Mazelle, Harold Perrineau e Paul Sorvino
9. Kissing You Instrumental
10. Balcony Scene
11. When Doves Cry - Quindon Tarver
12. A Challenge
13. Tybalt Arrives - con Butthole Surfers e The Dust Brothers
14. Fight Scene
15. Mercutio's Death
16. Drive of Death
17. Slow Movement - scritta da Craig Armstrong
18. Morning Breaks
19. Juliet's Requiem
20. Mantua
21. Escape from Mantua - con Mundy
22. Death Scene
23. Liebestod (da Tristano e Isotta di Richard Wagner)
24. Epilogue

- Exit Music (For a Film) - Radiohead (scritta specificatamente per i titoli di coda del film, su richiesta del cantante del gruppo è assente dai due album.)

## Accoglienza

### Incassi
Il film ha incassato 46.351.345 dollari negli Stati Uniti e 101.203.653 nel resto del mondo, per un totale di 147.554.998 dollari.

### Critica
Ha ricevuto recensioni generalmente positive da parte della critica e del pubblico. Su Rotten Tomatoes ha una percentuale di gradimento del 74% sulla base di 69 recensioni.

## Riconoscimenti
- 1997 - Premio Oscar
  - Nomination Miglior scenografia a Catherine Martin e Brigitte Broch
- 1998 - Premio BAFTA
  - Miglior regia a Baz Luhrmann
  - Miglior sceneggiatura non originale a Craig Pearce e Baz Luhrmann
  - Miglior scenografia a Catherine Martin
  - Miglior colonna sonora a Nellee Hooper
  - Nomination Miglior fotografia a Donald McAlpine
  - Nomination Miglior montaggio a Jill Bilcock
  - Nomination Miglior sonoro a Gareth Vanderhope, Rob Young e Roger Savage
- 1997 - European Film Awards
  - Nomination Miglior film internazionale a Baz Luhrmann
- 1997 - MTV Movie Awards
  - Miglior performance femminile a Claire Danes
  - Nomination Miglior film
  - Nomination Migliore performance maschile a Leonardo DiCaprio
  - Nomination Miglior coppia a Leonardo DiCaprio e Claire Danes
  - Nomination Miglior canzone (Crush) a Garbage
  - Nomination Miglior bacio a Leonardo DiCaprio e Claire Danes
- 1996 - Satellite Award
  - Miglior scenografia a Catherine Martin
  - Nomination Miglior fotografia a Donald McAlpine
  - Nomination Miglior montaggio a Jill Bilcock
  - Nomination Miglior canzone originale (Kissing You) a Des'ree e Tim Atack
- 1997 - Saturn Award
  - Nomination Migliori costumi a Kym Barrett
- 1997 - Festival internazionale del cinema di Berlino
  - Premio Alfred Bauer a Baz Luhrmann
  - Orso d'Argento per il miglior attore a Leonardo DiCaprio
  - Nomination Orso d'oro a Baz Luhrmann
- 1998 - London Critics Circle Film Awards
  - Attrice dell'anno a Claire Danes
  - Nomination Film dell'anno
  - Nomination Regista dell'anno a Baz Luhrmann
- 1997 - Golden Reel Award
  - Nomination Miglior montaggio sonoro
- 1997 - AACTA Award
  - Nomination Miglior film straniero a Gabriella Martinelli e Baz Luhrmann
- 1997 - Blockbuster Entertainment Awards
  - Miglior attore in un film romantico a Leonardo DiCaprio
  - Miglior attrice in un film romantico a Claire Danes
- 1997 - Artios Award
  - Nomination Miglior casting per un film drammatico a David Rubín
- 1997 - Australian Cinematographers Society
  - Premio di Distinzione a Donald McAlpine
- 1996 - Awards Circuit Community Awards
  - Miglior scenografia a Catherine Martin e Brigitte Broch
  - Nomination Miglior cast
  - Nomination Migliori costumi a Kym Barrett
  - Nomination Miglior fotografia a Donald McAlpine
  - Nomination Menzioni onorevoli a Baz Luhrmann
- 1997 - Online Film & Television Association
  - Nomination Miglior sceneggiatura non originale a Baz Luhrmann e Craig Pearce
  - Nomination Miglior scenografia a Catherine Martin, Doug Hardwick e Brigitte Broch
- 1997 - YoungStar Awards
  - Miglior attrice esordiente in un film drammatico a Claire Danes

## Ambientazione moderna
La maggior parte del film è ambientata negli anni 1990 in un sobborgo immaginario di Los Angeles chiamato Verona Beach. Il nome di questo luogo gioca sul fatto che a Los Angeles esiste realmente un luogo chiamato, invece, Venice Beach. Come nel dramma, una breve parte del film è ambientata a Mantova, che qui viene dipinta come un'area desertica e desolata.
Verona Beach è il centro di una guerra sociale tra due famiglie leader nell'industria, i Montecchi (Montague) e i Capuleti (Capulet). Il Principe Escalus, invece di essere Principe di Verona, è il Capitano Principe, capo del distretto di Polizia di Verona Beach. Paride qui non è un nobile, ma è il figlio del Governatore, e durante tutto il film parla in una maniera presuntuosa e altezzosa nei confronti di Giulietta e di suo padre. Egli vuole sposare Giulietta solamente per la sua ricchezza, non perché la ama davvero.
Oltre alla modernizzazione dei personaggi, anche gli oggetti e i luoghi sono stati aggiornati ai giorni nostri. In primo luogo, le spade sono state sostituite da pistole con nomi romanzeschi tipo "Spada 9mm" o "Pugnale". L'inseguimento di Tebaldo da parte di Romeo, invece di avvenire a piedi, avviene in macchina, e si concluderà col tamponamento delle due auto e l'uccisione di Tebaldo da parte di Romeo con la pistola del suo rivale. Benché la maggior parte delle lotte sia fatta con pistole e pugni, invece che con le spade, la morte di Mercuzio avviene per mano di Tebaldo che lo colpisce al ventre con un grande coccio di vetro trovato sulla spiaggia.
La "regina Mab" di Mercuzio qui diventa una droga sotto forma di pasticca che Romeo assume prima di andare alla festa dei Capuleti. Frate Lorenzo spedisce la lettera per Romeo a Mantova tramite un corriere postale.

### Differenze con l'opera di Shakespeare
Trascurando la lettura in chiave moderna dell'opera di Shakespeare, ci sono alcune differenze con la tragedia originale:
- La lite iniziale è partita da alcuni Montecchi, nell'originale, invece, è data inizio da alcuni Capuleti.
- Abramo è un Capuleti, mentre nell'originale è un Montecchi.
- L'età di Giulietta non è mai affermata direttamente, mentre nell'originale viene detto che ha quasi 14 anni.
- La regina Mab descritta da Mercuzio nel suo discorso, nell'originale è una regina delicata e metaforica; nel film, invece, è stata tradotta sotto forma di una droga.
- Nel film la pozione che fa addormentare Giulietta dura solo 20 ore, mentre nell'originale dura 42 ore.
- Romeo compra il veleno a Verona invece che a Mantova.
- Nella versione originale, Romeo uccide Paride perché quest'ultimo tentò di fermarlo quando stava entrando nel sepolcro ove giaceva Giulietta. In questo film questa scena è stata totalmente omessa.
- Nella scena della morte dei due amanti, Giulietta si risveglia mentre Romeo sta bevendo il veleno, così lui, sconvolto, muore tra le sue braccia. Nell'originale, lei si risveglia quando lui è già morto. Probabilmente, Baz si ispirò per questo finale alla versione novellistica italiana di Romeo e Giulietta.
- Molti discorsi sono stati omessi. Ad esempio Giulietta, prima di uccidersi con la pistola di Romeo, non pronuncia parola.
- Nell'originale, Romeo nel sepolcro si rivolge anche al cadavere di Tebaldo, mentre nella nuova versione quest'ultimo non c'è nemmeno nel sepolcro.